# Colton Ford
Colton Ford, občanským jménem Glenn Soukesian (12. října 1962 Pasadena, Kalifornie, USA – 19. května 2025), byl tenorový zpěvák, model a herec, účinkující i v gay pornografii. V 80. letech vystupoval jako zpěvák rovněž s uměleckým jménem Glenn Street.

## Biografie
Narodil se v kalifornské Pasadeně a vyrůstal ve městě Mission Viejo. Má arménské, italské a podle vlastních slov i švédské, francouzské a anglické předky.
Na jaře 2007 se přestěhoval z Los Angeles do New Yorku. V roce 2016 opět přesídlil z New Yorku zpátky do Los Angeles.
Média oznámila, že zemřel v pondělí 19. května 2025 ve věku 62 let, poté co se během víkendu stal účastníkem tragické nehody při pěší túře v Palm Springs v Kalifornii.

### Hudební začátky
V dětství hrál na housle a na kytaru. Později při škole zpíval a cappella v jazzovém kvartetu. V polovině 80. let krátce spolupracoval s produkční společností Jon St. Jamese On The Spot Records. V roce 1988 u ní pod pseudonymem Glenn Street vydal singl Hardline. Dalšímu vydanému singlu se však příliš nedařilo a koncem 80. let Ford podepsal smlouvu se společností Mide Productions Michaela O'Hary a Denise Richovou. V 90. letech se měl původně stát hlavním vokalistou na chystaném druhém albu DJe Frankieho Knucklese Welcome to the Real World, spory ve společnosti Virgin Records však vedly k tomu, že jeho místo zaujala zpěvačka Adeva. Asi o čtyři roky později mu táž společnost nabídla vydání vlastního sólového alba, avšak i z toho sešlo. Mezitím měl rozjednanou spolupráci i se společností Third Stone, která však ještě před vydáním alba zkrachovala.

### Účinkování v pornografii
Než začal účinkovat v gay pornu, měl již zkušenosti s pózováním pro akty fotografa Jeffa Palmera. V pornografii se ocitl na podzim 2001 ve svých 39 letech, a to díky svému tehdejšímu partnerovi, jímž byl pornoherec Blake Harper. V té době Ford zažíval méně úspěšné období své hudební kariéry a podle jeho vlastních slov nastala situace, kdy Harperovi nemohl dorazit partner pro natáčení scény, a tak požádal Forda.
Natáčení se věnoval jen asi 10 měsíců a pořídil celkem 12 videí. Přesto zaznamenal úspěch, k němuž později připisoval zásluhu právě svému partnerovi a také režisérské osobnosti Chi Chi LaRue.
V rozhovoru pro Chicago Pride v roce 2007 uvedl, že je samozřejmě účinkování v pornografii součástí jeho (životního) příběhu a ničím, za co by se styděl. I pro následnou hudební kariéru mu přineslo určité výhody, stejně jako nějaké překážky.
Zároveň s Coltonem Fordem skončil v pornografii i jeho partner Blake Harper. Fordův návrat od pornografie zpět k pěvecké dráze zachytil dokumentární film Naked Fame. Vznik dokumentu inicioval režisér a producent Christopher Long z produkční společnosti Hard Sell Productions a natáčení probíhalo od srpna 2002 asi 8 či 9 měsíců. Forda na cestě doprovázel jeho manažer Kyle Neven, známý rovněž z gay pornografie pod jménem Casey Jordan. Na konci filmu s ním však Ford spolupráci ukončil. Výsledný film byl promítán na řadě amerických LGBT filmových festivalů, kinopremiéru si odbyl 18. února 2005 v Los Angeles, v srpnu jej vydala na DVD společnost TLA Releasing a na podzim 2007 ho vysílala televize Here!
I po skončení pornografické kariéry zůstal věrný modelingu a např. ještě v listopadu 2008 vyšla kniha fotografií Joea Oppedisana Uncensored i se snímky Coltona Forda.

#### Videografie
Filmy s výjimkou kompilací:
- Conquered (2001, All Worlds Video, r. Chi Chi LaRue) – Ford hrál gladiátora, jeho partner Blake Harper v roli římského císaře získal cenu Grabby za nejlepšího herce ve vedlejší roli a spolu s Fordem a dalšími i za nejlepší skupinovou scénu[18]
- PornStruck 2 (2001, All Worlds Video) – film točili různí režiséři, Fordovu scénu s Harperem a dalšími dvěma aktéry režisér Doug Jeffries; oba partneři společně pózovali na přední obálce filmu[19]
- Bearing Leather (2002, All Worlds Video, r. Doug Jeffries) – Ford se ve filmu objevuje v sólové scéně ve sprše a v závěrečné skupinové scéně, a také jako hlavní hvězda na obálce[20]
- Bringing Out Brother (2002, All Worlds Video, r. Doug Jeffries) – Ford ve třetí scéně se dvěma dalšími účinkujícími a na zadní obálce[21][22]
- Closed Set: The New Crew (2002, Paladin Video, r. Joe Gage) – snímek získal cenu Grabby 2002 za nejlepší výhradně sexuální film[23]
- Colton (2002, All Worlds Video, r. Chi Chi LaRue) – film postavený především na osobnosti Coltona Forda, s jeho účastí v každé ze čtyř scén i na přední a zadní obálce; J. C. Adams ve své recenzi označil film za zralý pro nominaci na cenu GayVN za nejlepší výhradně sexuální film i nejlepší skupinovou scénu a samotného Forda za adepta na cenu pro nejlepšího herce, nejlepšího nováčka i účinkujícího roku[24][25]
- Gang Bang Café (2002, Men of Odyssey, r. Chi Chi LaRue) – Colton Ford jako šéfkuchař kavárny[26]
- Head Games (2002, Jocks Video, r. Chi Chi LaRue) – Ford je v závěrečné skupinové scéně[27]
- Prowl 3: Genuine Leather (2002, MSR Videos, r. Tony Alizzi) – film získal cenu GayVN i Grabby za nejlepší kožeňácký film, Ford v něm účinkoval v závěrečné párové scéně opět s Blakem Harperem a figuroval i jako hlavní hvězda na obálce[28][29]
- Aftershock 1 & 2 (2003, Mustang Studios, r. Chi Chi LaRue) – dvoudílný film s Fordem ve druhé scéně prvního dílu a pak ve čtvrté, závěrečné skupinové scéně druhého dílu, tam i s Blakem Harperem a 11 dalšími účinkujícími; na obálce prvního dílu jako hlavní hvězda filmu[30][31]
- Still Untamed (2003, All Worlds Video, r. Doug Jeffries)

Pod značkou All Worlds Video později vyšlo výběrové DVD The Best of Colton Ford obsahující šest scén z předchozích filmů studia: Conquered, Still Untamed, Bringing Out Brother, Porn Struck 2, Bearing Leather i Colton.

#### Ocenění
- 2001 Hard Choice Awards: Top 10 Nejlepší sex roku / The Year's Best Sex za Conquered (All Worlds Video) spolu s Blakem Harperem
- 2002 Grabby Awards: Nejlepší skupinový sex / Best group sex scene za Conquered (All Worlds Video) spolu s Ninem Baccim, Blakem Harperem, Billym Herringtonem a Jayem Rossem[37]
- 2003 GayVN Awards: Účinkující roku / Performer of the year za Still Untamed (All Worlds Video) spolu s Michaelem Brandonem[38][39]

V roce 2003 byl rovněž nominován spolu s Blakem Harperem na cenu GayVN v kategorii Nejlepší sexuální scéna za film Prowl 3: Genuine Leather studia MSR Videos. O rok později získal nominaci na stejnou cenu v kategorii Nejlepší skupinový sex, a to za společnou scénu s Matthewem Rushem, Blakem Harperem, Joem Fosterem, Chadem Huntem, Chrisem Steelem, Bretem Wolfem, Peterem Raegem, Codym Wolfem, Jakem Marshallem, Jimem Sladem a Antoniem Majorsem ve filmu Aftershock: Part 2 společnosti Mustang Studios.

### Návrat k hudbě
Když si v letech 2001–2002 „odskočil“ ke kariéře pornoherce, v následujícím roce se opět vrátil k hudbě vydáním singlu Everything, jehož vznik sledoval i dokumentární film Naked Fame. Zaměřil se nyní na kariéru písničkáře na poli klubové, taneční, housové hudby. Sám uváděl, že ho více k popu nasměrovalo už i setkání s Madonnou při natáčení filmu Příští správná věc.
Single Everything vyšel v dubnu 2003 u vydavatelství Nervous Records (a později také na labelové kompilaci). V únoru 2004 následoval další single, jímž byla coververze písně Stevieho Wondera nahraná jako duet se zpěvačkou Pepper MaShay pod názvem Signed, Sealed, Delivered (I'm Yours) a vydaná značkou Centaur Records.
V roce 2007 vydal své první album Tug of War obsahující R&B a taneční písně, na jejichž psaní se podílel s DJem Quentinem Harrisem. První zveřejněná píseň z alba, The Way You Love Me, vyšla formou singlu v létě 2007 na samostatném singlu s různými remixy včetně toho, který použil režisér Michael Lucas ve svém pornografickém filmu La Dolce Vita, ohodnoceném cenou GayVN Award 2007 za nejlepší hudbu.
V roce 2008 účinkoval ve videoklipu Cyndi Lauper k písni Into the Nightlife, natočeném v newyorském baru Splash a vyjel i na turné True Colors Tour se Cyndi Lauper jako hlavní účinkující.
V září 2009 vydal – opět ve spolupráci s Quentinem Harrisem – druhé album Under the Covers, s coververzemi skladeb od R.E.M. (Losing My Religion), Nirvany (Lithium), Babyface (It’s No Crime), Britney Spears, Alicie Keysové a dalších. Téhož roku (dle jiných zdrojů až v roce 2011) vydal i dva samostatné singly, Let Me Live Again a The Music Always Gets You Back.
S fotografem Joem Oppedisanem spolupracoval na obalech k albům i videoklipech ke svým písním. Oppedisano byl ku příkladu v roce 2007 uměleckým vedoucím při tvorbě klipu The Way You Love Me (2007, režie: Tony Sellari) a režíroval klip That's Me.
V listopadu 2011 účinkoval v mimobroadwayské produkci muzikálu Little House on the Ferry, gay milostném příběhu z Fire Islandu, v němž ztvárnil roli Maxe.
V roce 2013 Ford vydal třetí album The Way I Am, původně plánované už na jaro 2012. V roce 2014 či 2015 pak přidal ještě EP Next Chapter. Po smrti své matky a těžkém rozchodu načas hudební tvorbu odložil a vrátil se k ní v roce 2020 s EP Unity, obsahujícím čtyři písně, které složil během covidové pandemie. Své čtvrté a poslední album Permission vydal v roce 2023.

### Herectví
Podle vlastního vyjádření se na střední i vysoké škole hodně věnoval divadlu. Hrál například v muzikálech South Pacific a The Crucible.
Po dokumentu Naked Fame uvažovali tvůrci seriálu Dante's Cove o jeho obsazení do drobné role. Nakonec jej oslovil šéf castingu pro spin-off tohoto seriálu s názvem The Lair, který se vysílal od června 2007. Ztvránil v něm úlohu heterosexuálně vystupujícího gay šerifa Trouta, který je na konci první seriálové řady téměř smrtelně postřelen a v úvodu druhé řady se vrací slepý.
Na svou pornografickou minulost navázal malou rolí v komediálním filmu Another Gay Movie 2: divoká jízda (Another Gay Sequel: Gays Gone Wild!, 2008), kde si zahrál eskorta jménem Butch Hunk, jehož si přivolá dvojice hlavních postav k sexu ve třech. Už předtím se ale mihnul i ve filmech Příští správná věc (2000, uváděn jako Glenn Sakazian), Circuit (2001) či HellBent (2004).